# 纳木扎勒多尔济
纳木扎勒多尔济（？—1777年），蒙古族，伊克昭盟鄂尔多斯左翼前旗人，鄂尔多斯左翼前旗札萨克固山贝子。

## 生平
1740年，纳木扎勒多尔济继袭鄂尔多斯左翼前旗札萨克固山贝子。1765年，纳木扎勒多尔济任鄂尔多斯济农。1777年，纳木扎勒多尔济逝世。